# Alex y Alexis
Alex y Alexis fue una serie animada española creada en 1998 por la televisión vasca Euskal Irrati Telebista y la productora Pausoka.

## Sinopsis
Alex y Alexis son dos gemelos del siglo XIV que van en busca de sus padres, los auténticos Condes de Trinca que permanecen cautivos en un lugar desconocido por el malvado Porcino.

## Personajes[5]
Alex (Estíbaliz Lizárraga)
Alexis (Fátima Casado)
Maese Bonifacius (Jon Ortúzar)
Zoom (José María Orteyza)
Porcino (José Manuel Cortizas)
Listo (Antón Palomar)
Bobo (Mikel Gandía)

## Capítulos
| Número | Título original (Euskera)        | Título en castellano                 | Título en inglés           |
| ------ | -------------------------------- | ------------------------------------ | -------------------------- |
| 1      | Trinkako konterria               | El condado de Trinka                 | The Earlom of Trinca       |
| 2      | Gazteluari eraso                 | Asalto al castillo                   | Storming the Castle        |
| 3      | Abatetxeko lapurretak            | Robos en la abadía                   | Robbery at the Abbey       |
| 4      | Lula, jostailugilea              | Lula, la juguetera                   | Lula The Toymaker          |
| 5      | Torneoa                          | Torneo                               | The Tournament             |
| 6      | Izurria                          | La peste                             | The Plague                 |
| 7      | Tranpa                           | Trampa                               | The Trap                   |
| 8      | Grial santua                     | Santo Grial                          | The Holy Grail             |
| 9      | Santiago bidea                   | Camino de Santiago                   | The Way of Saint James     |
| 10     | Altxorra                         | Tesoro                               | The Treasure               |
| 11     | Esklabo-trafikatzaileak          | Traficantes de esclavos              | The Slave Traders          |
| 12     | Edabea                           | Poción                               | N/A                        |
| 13     | Zaldun katatonikoa               | Caballero Catatónico                 | The Catatonic Knight       |
| 14     | Artisten hiria                   | Ciudad de los Artistas               | The Artist's Village       |
| 15     | Itsaslapurrak                    | Piratas                              | Pirates                    |
| 16     | Zaldungaia                       | Caballero                            | The Apprentice Knight      |
| 17     | Txina                            | China                                | China                      |
| 18     | Hartz-hezlearen alaba            | La hija de un oso-educador           | The Bears time's Daughter  |
| 19     | Sorginkeria, kolpeak eta trukuak | Brujería, palizas y engaños          | Blows                      |
| 20     | Munduaren amaiera                | El fin del mundo                     | The End of the World       |
| 21     | Ipar lurretako abentura          | La aventura de las tierras del norte | Arctic Adventure           |
| 22     | Herensugearen gordelekuan        | En el escondite del dragón           | N/A                        |
| 23     | Normandiar beldurgarriak         | Terribles normandos                  | The Terrifying Norsemen    |
| 24     | Tripazain baroiaren medailoia    | Medalla del Barón de Tripazain       | Barons glutton's Medallion |
| 25     | Gurutzadak                       | Cruzadas                             | The Crusades               |
| 26     | Katedrala                        | Catedral                             | The Cathedral              |